# Bragassargues
Bragassargues är en kommun i departementet Gard i regionen Occitanien i södra Frankrike. Kommunen ligger i kantonen Quissac som tillhör arrondissementet Le Vigan. År 2022 hade Bragassargues 168 invånare.

## Befolkningsutveckling
Antalet invånare i kommunen Bragassargues
Referens:INSEE